# Hägerstenshamnens skola

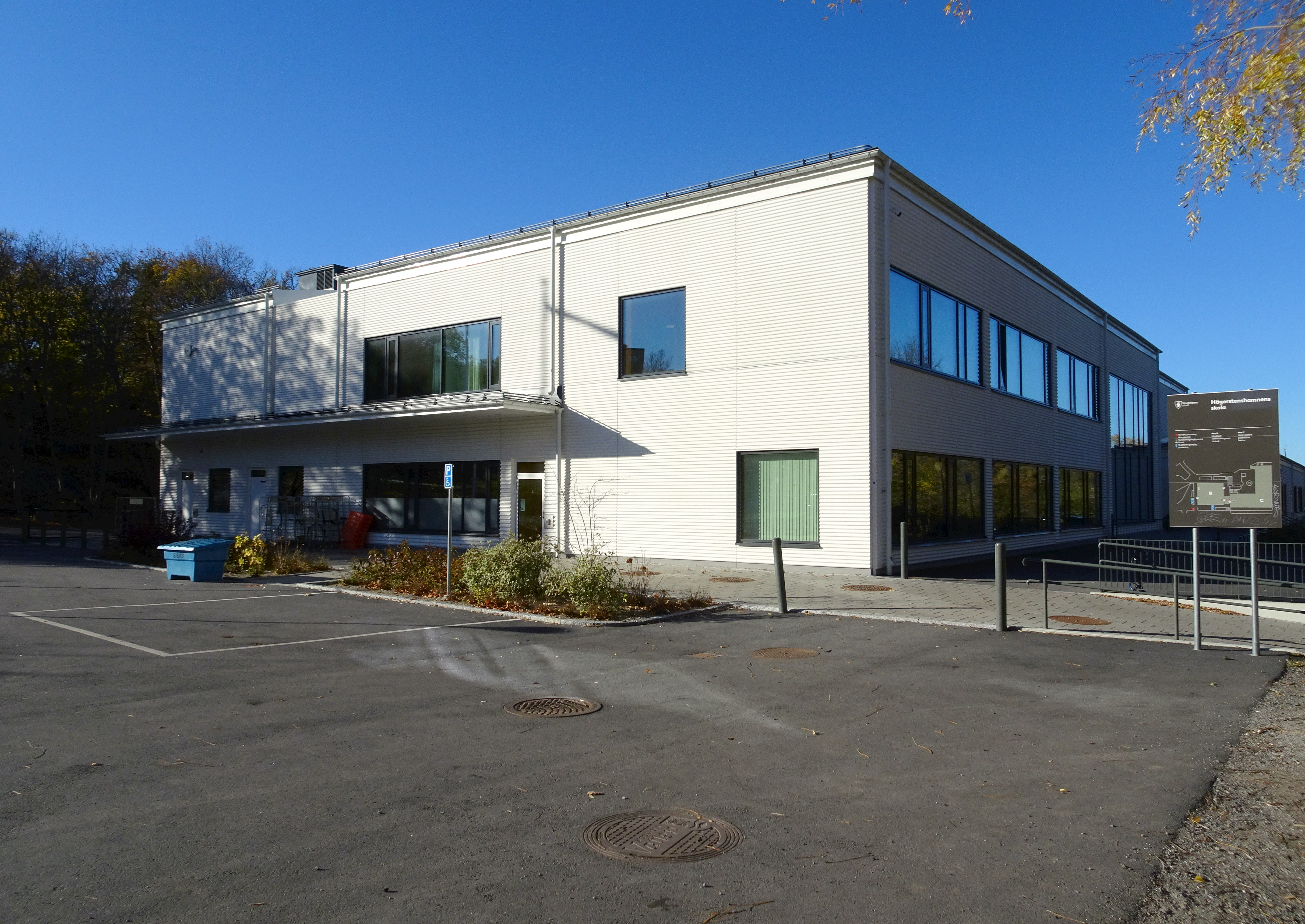
Hägerstenshamnens skola, övre byggnadsdelen (hus B) i oktober 2018.

Hägerstenshamnens skola är en kommunal grundskola vid Selmedalsringen 5 i stadsdelen Hägersten i södra Stockholm. Den första skolbyggnaden från 1980-talet brann ner i april 2015. På platsen uppfördes en ny, större skola som invigdes till höstterminen 2017.

## Bakgrund

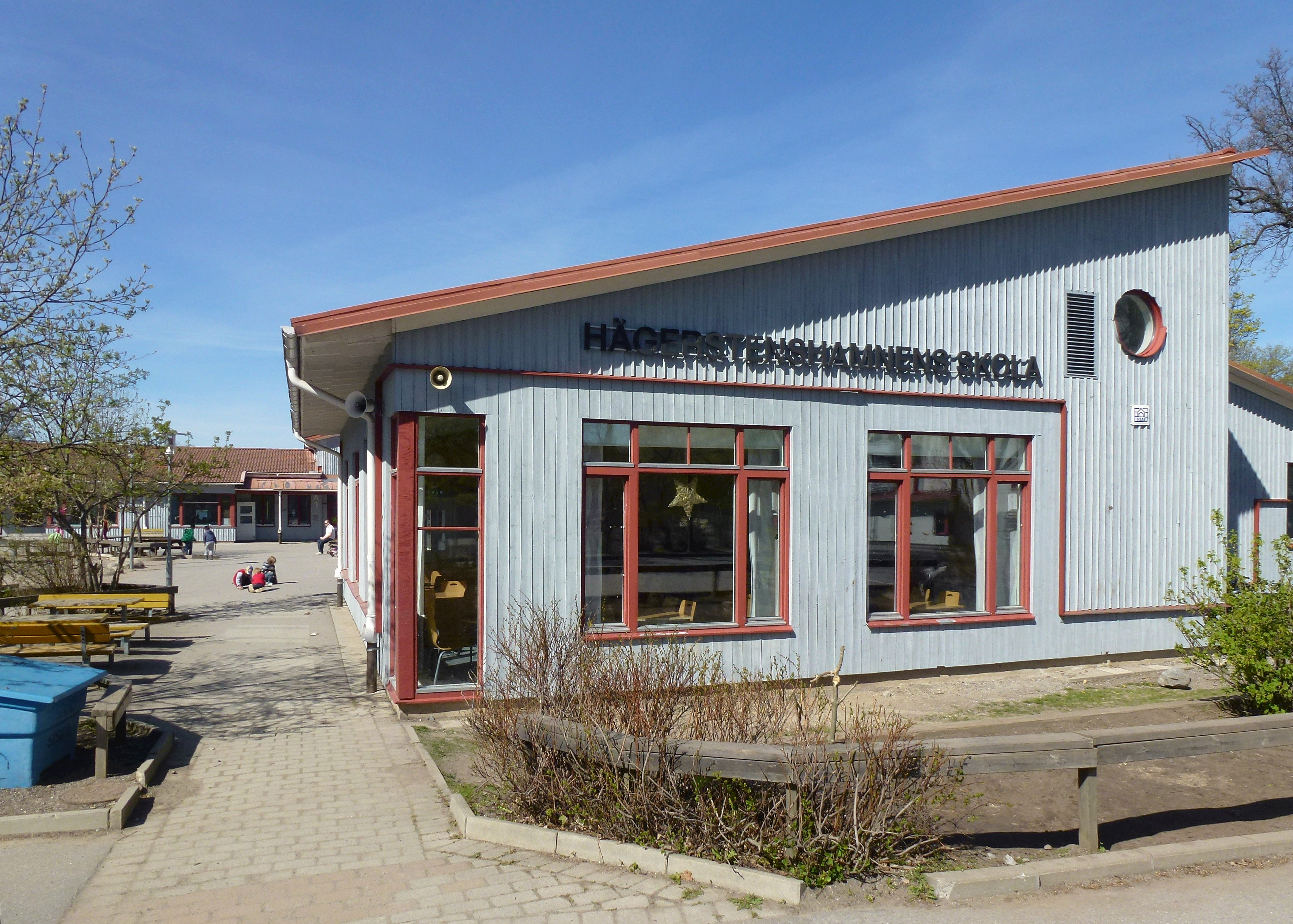
Gamla skolan i april 2014.

Den första skolan uppfördes i samband med bostadsbebyggelsen i hamnområdet som tidigare ägdes av Olsson & Rosenlund. Byggherre var JM och projektet uppkallades efter den gamla hamnen ”Hägerstenshamnen”. Till bostadsområdet hörde även en grundskola med plats för omkring 150 elever. Byggnaden uppfördes i kvarteret Gubben Noak i början av 1990-talet efter ritningar av A-tre Arkitekter med Skolfastigheter i Stockholm AB (SISAB) som byggherre. Skolhuset var en träbyggnad som skulle rivas för en ny, större skola men den brann ner i april 2015 varvid en tredjedel totalförstördes. Polisen misstänkte att branden var anlagd. Undervisningen flyttade till tillfälliga lokaler på Jakobsdalsvägen i närbelägna Hägerstens industriområde.

## Nya skolan
En ny skolbyggnad var redan färdigprojekterad under år 2014 varför nybygget kom snabbt igång och uppfördes mellan 2016 och 2017. Byggherre var även denna gång SISAB. Arkitektuppdraget gick till Tengbomgruppen med Bo Nordström som ansvarig arkitekt. Byggnadsentreprenör var Peab. Produktionskostnad uppgick till 134 miljoner kronor. Till höstterminen 2017 invigdes den nya Hägerstenshamnens skola. Skolbyggnaden består av två huskroppar (hus B och hus C) som trappar ner mot Klubbfjärden, Mälaren. På det viset fick skolan två skolgårdar, en övre och en nedre. Huvudentrén ligger mellan hög- och lågdelen. I hus B ligger matsalen och en idrottssal, som utanför skoltid skall kunna användas av idrottsföreningar. I hus C anordnades bland annat skolans klassrum. 
Fasaderna består av vitmålade betongelement som gavs en yta av ett horisontellt sinus-korrugerat vågmönster. Konstnärliga utsmyckning på utsidan är en ”bokstavsbricka” på fasaden intill huvudentrén. Det stora fönsterpartiet till entréhallen gestaltades av konstnären Carin Ellberg och påminner om ett akvarium. Hon lät växter, djur och föremål ur Mälaren ta sig in på Hägerstenshamnens skola, där kompositionen kallas Akvarium – Finns i sjön.

## Verksamhet
Hägerstenshamnens skola är en låg- och mellanstadieskola med omkring 490 elever. Verksamheten är förlagd till två adresser, Selmedalsringen 5 för årskurserna 2–6 som tar emot cirka 380 barn, och Jakobsdalsvägen 17 för förskoleklasserna och årskurs 1 som tar emot omkring 110 barn.

## Bilder

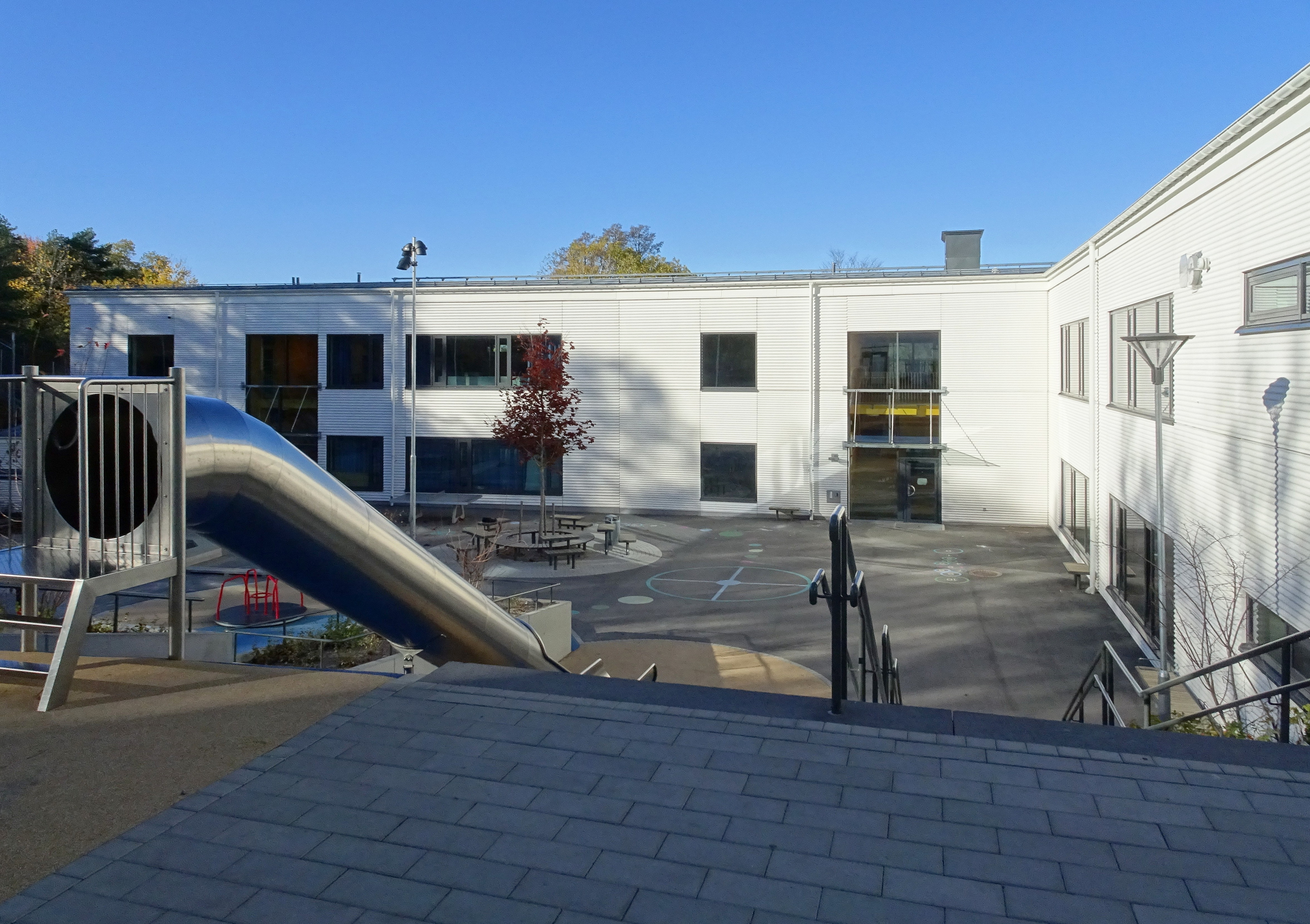
Nedre delen (hus C)
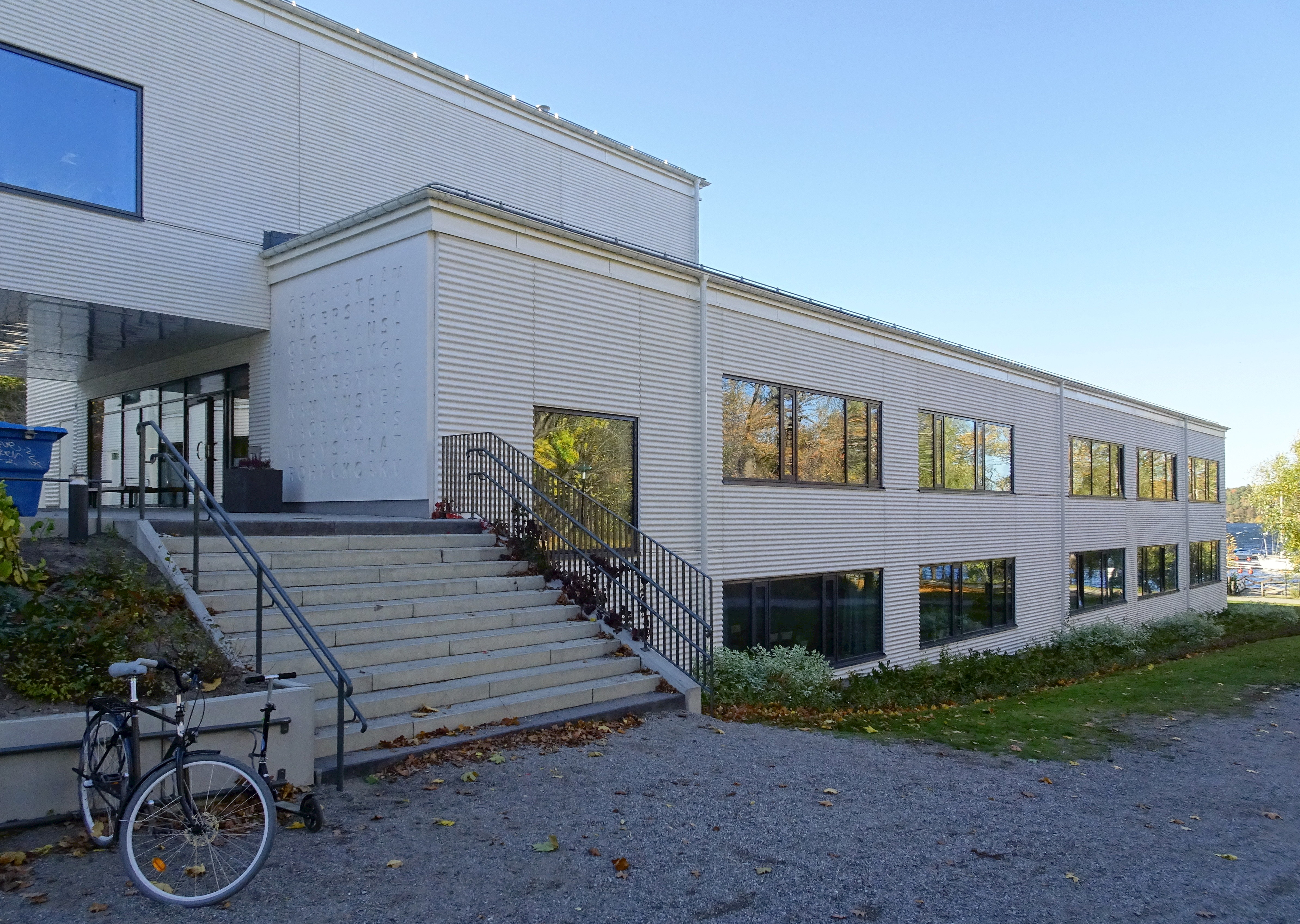
Entrétrappan och nedre delen
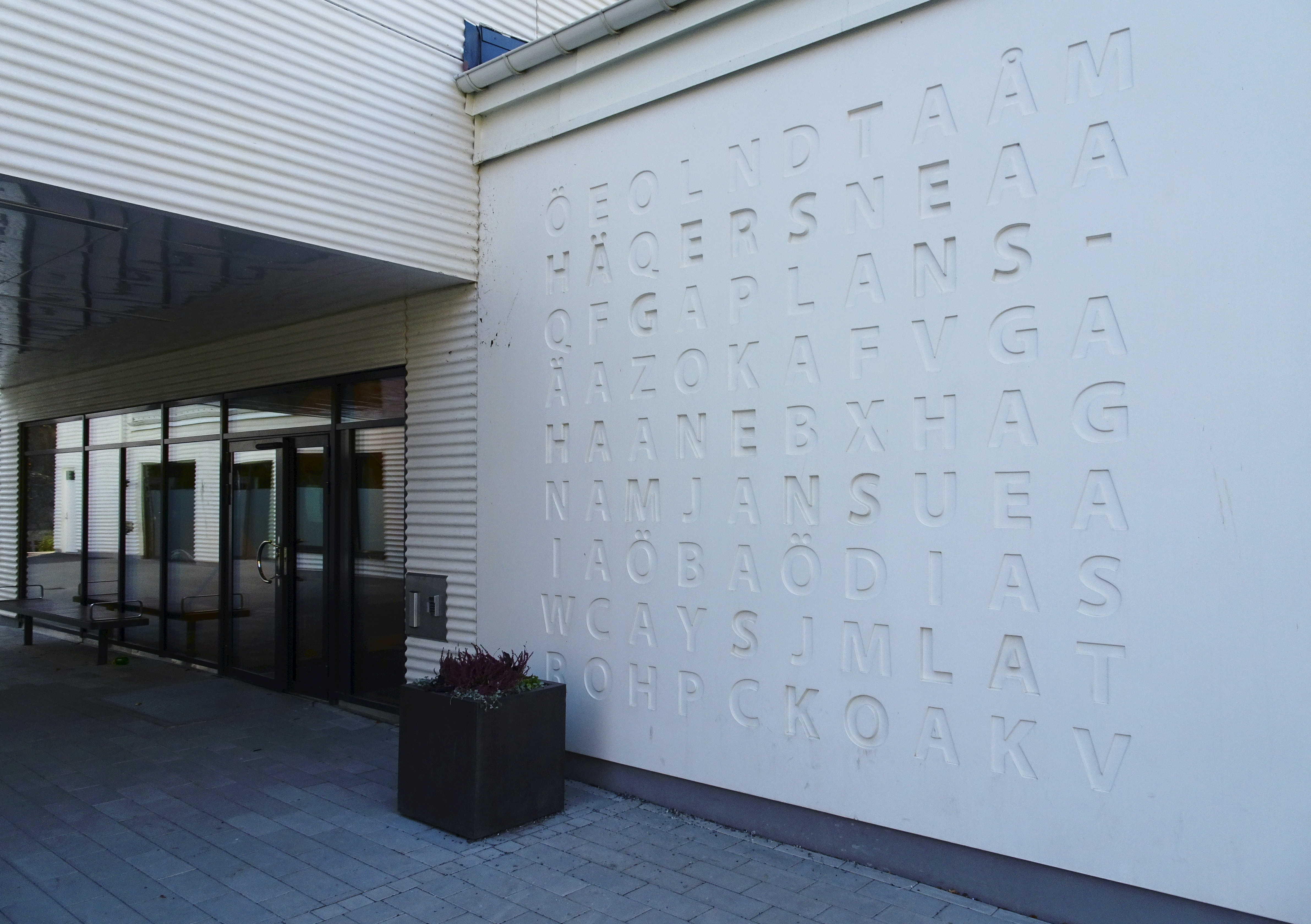
Bokstavsbrickan
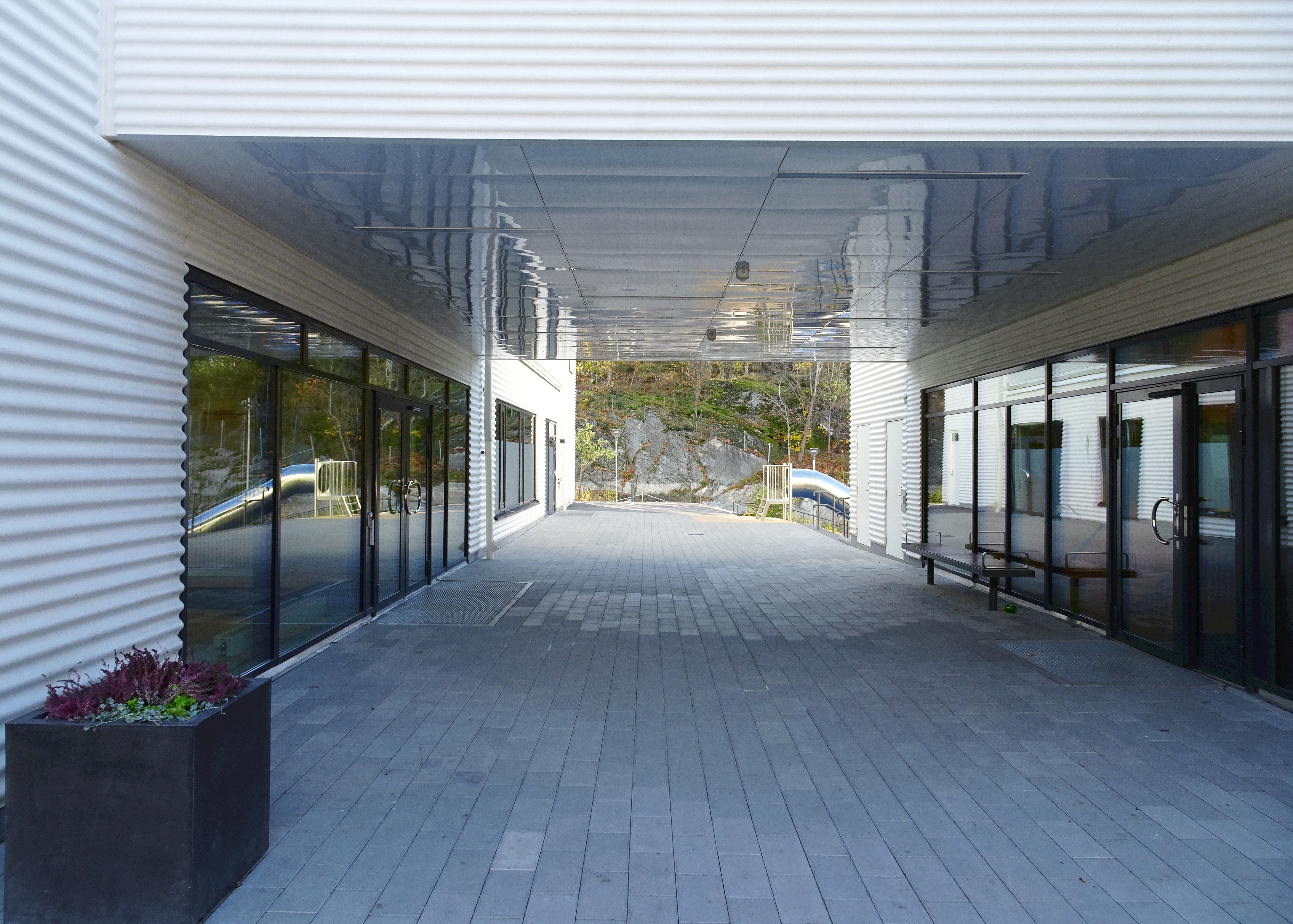
Huvudentrén
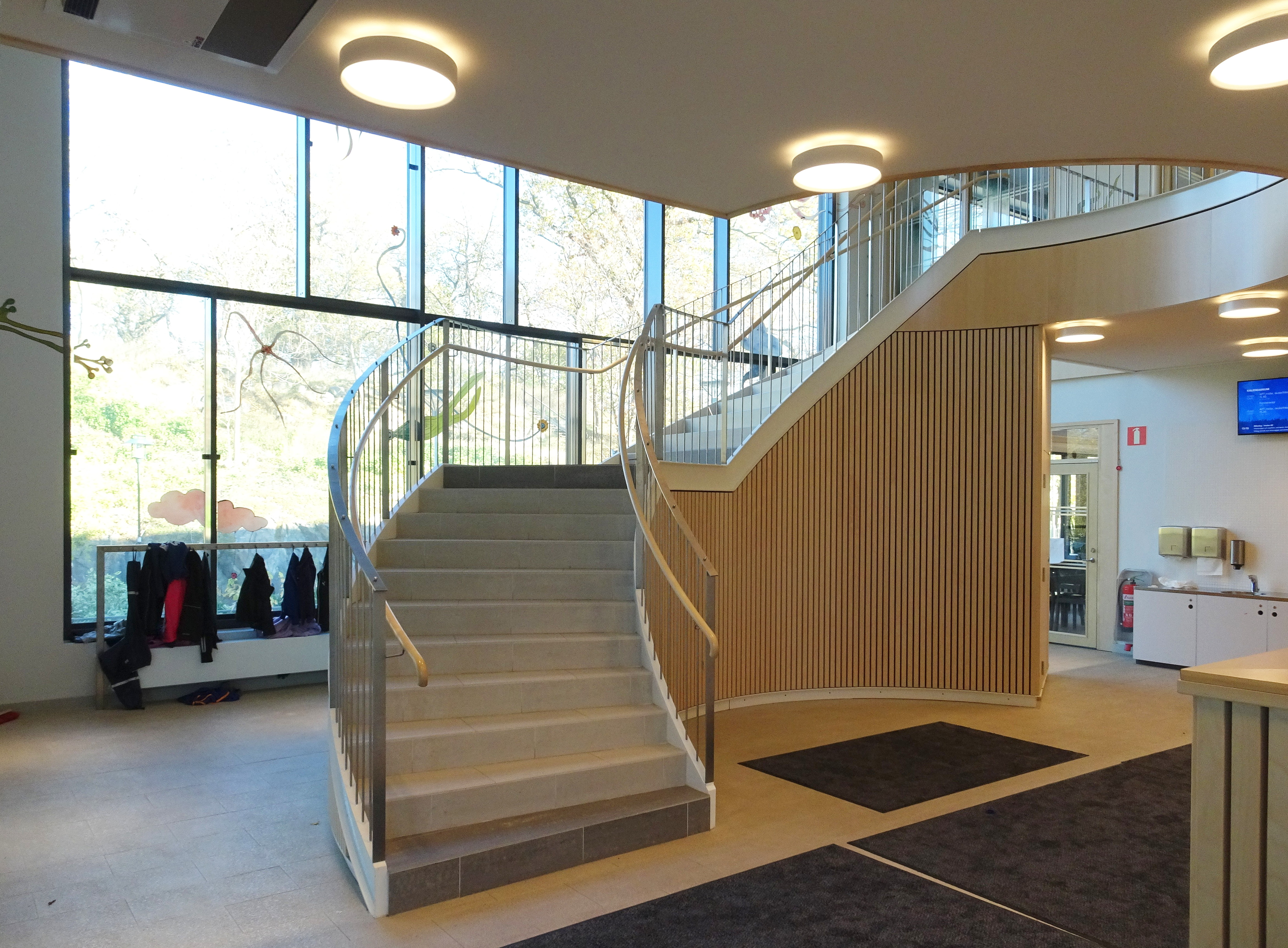
Trapphallen i övre delen